# 福岡インター流通パーク
福岡インター流通パーク（ふくおかインターりゅうつうパーク）は、福岡県福岡市にある大規模流通業務施設。
福岡インターチェンジの近くの20万m2の農地を開発し、延べ面積14万m2の物流施設6棟を建設した。

## 進出企業
- ヤマト運輸(福岡蒲田支店 (福岡主管支店、九州統括も同じ住所))[2]
- 九州福山通運(福山通運福岡流通センター)
- 佐川急便福岡センター(中継拠点)
- F-LINE